# Eighneachán Ó hAnnluain
Eighneachán Ó hAnnluain (auch: Éineachán Ó hAnnluain, * 1933 im County Monaghan, Irland; † 14. Dezember 1988 in Monaghan) war ein irischer Politiker der Sinn Féin. Von 1957 bis 1961 war er Teachta Dála (Abgeordneter) im Dáil Éireann, dem Unterhaus des irischen Parlaments (Oireachtas). 

## Leben
Ó hAnnluain wurde bei den Wahlen 1957 zum Dáil Éireann im Wahlkreis Monaghan für die Sinn Féin in den Dáil gewählt. Wegen der Politik des Abstentionismus blieb er dem Parlament fern. 1960 wurde er zu einem Monat Haft im Mountjoy Prison verurteilt, weil er eine Geldbuße nicht bezahlt hatte. Grund der Geldbuße war die illegale Sammlung von Geldmitteln zur Unterstützung der Angehörigen von inhaftierten Republikanern.
Bei den Wahlen 1961 trat er nicht mehr an.